# Соракта
Соракта или Монте-Соракта (итал. Monte Soratte, лат. Mons Soracte) — гора в Этрурии, примерно в 45 км севернее Рима, высшая точка возвышенности (691 м), которая тянется по правому берегу Тибра в северо-восточном направлении.
На снежной вершине Соракта в древности находился храм этруского бога Сорануса, затем — Аполлона, которым была посвящена вся гора, у подножия — святилище Феронии.
На склонах горы находились замечательные тёплые источники. На месте древней рощи Феронии расположена коммуна Сант-Оресте, на месте храма Аполлона — старинная церковь San Silvestro.

## История
Соракту воспели в своих произведениях Гораций («vides ut alta stet nive candidum Soracte?» Carm. i. 9), и Вергилий. Гёте в своём дневнике Italian Journey о путешествии по Италии в 1786—1788 годах также упоминает Соракту.
По преданию Святой Орест, именем которого назван город, был замучен вблизи Монте-Соракта.
Во время Второй мировой войны, после авианалетов в сентябре 1943 года, фельдмаршал Альберт Кессельринг перенёс свой штаб в бункеры Монте-Соракты.